# Montdidier (Somme)
Montdidier es un municipio francés, situado en el departamento de Somme, en la región de Alta Francia.

## Historia
Feudo de la Liga Católica desde 1577, se sometió a Enrique IV de Francia el 23 de abril de 1594, junto con Péronne y Roye.
Antes de formar parte de Alta Francia, perteneció a la región de Picardía.

## Demografía
| 5430 | 5828 | 6204 | 6194 | 6262 | 6328 | 6029 |
| Para los censos de 1962 a 1999 la población legal corresponde a la población sin duplicidades (Fuente: INSEE [Consultar]) |      |      |      |      |      |      |